# Konstantin II av Georgien
Konstantin II av Georgien, död 1505, var en georgisk monark. Han var kung i kungariket Georgien mellan 1478 och 1505.
Konstantin II tvingades erkänna självständigheten för Imereti och Kakheti och behöll endast kontrollen över Kartli. Detta splittrade slutgiltigt Georgien i kungariket Imereti (1463–1810), kungariket Kakheti (1465–1762) och kungariket Kartli (1478–1762), som inte anses enat igen förrän under kungariket Kartli-Kakheti (1762–1801).  